# Лоурънс Ферлингети
Лоурънс Фърлингети (на английски: Lawrence Ferlinghetti) е американски поет, художник, книгоиздател, представител на Бийт поколението.

## Биография
Роден е на 24 март 1919 г. в Йонкърс, Ню Йорк. По време на детството си, след заболяване на майка му, заминава да живее във Франция при леля си, която след време отново се връща в САЩ. Участва във Втората световна война. Учи в университета в щата Каролина и Колумбийския университет, където през 1947 г. получава научната степен магистър по английска литература. Продължава обучението си в Сорбоната, получива докторска степен в областта на поезията.
След женитбата си през 1951 г. Фърлингети се премества в Сан Франциско, където преподава френски език. През 1953 г. започва да издава списание City Lights, което получава името си в чест на филма на Чарли Чаплин „Светлините на града“. Паралелно открива магазин със същото име. През 1955 г. започва издаването на поетични сборници. През октомври 1956 г. в четвъртото издание на серията „Джобни поети“ излиза поемата на Алън Гинсбърг „Вой“ (Howl). Тиражът веднага е конфискуван от полицията, а Ферлингети и сътрудника от магазина са арестувани и против тях е възбудено углавно дело за нарушаване на благоприличието, обаче Ферлингети печели делото в съда. Записът от слушанията по делото са публикувани през 1961 г. под заглавието „Воят на цензора“. През 1969 г. Алън Гинсбърг отбелязва, че Ферлингети заслужава „някаква Нобеловска награда по книгоиздаване“ – дотолкова неговата дейност обогатила цялата съвременна култура.
Автор е на повече от 30 поетически сборника. Ферлингети написва също експерименталния роман „Нея“ (Her, 1960), експериментална драма, мемоари, превежда от френски „Думи“ (на Жак Превер, 1959), оформя книги, взима активно участие в различни обществени движения.
На български поезията му е превеждана от Георги Рупчев. 

### На български
- Лорънс Фърлингети, Чакам чудото. Превод от английски Георги Рупчев. София: Народна култура, поредица Поетичен глобус, 1987, 126 с.

## Дискография
- Kerouac: Kicks Joy Darkness (Track #8 „Dream: On A Sunny Afternoon...“ with Helium) (1997) Rykodisk
- Poetry Readings in the Cellar (with the Cellar Jazz Quintet): Kenneth Rexroth & Lawrence Ferlinghetti (1957) Fantasy Records #7002 LP, (Spoken Word)
- Ferlinghetti: The Impeachment of Eisenhower (1958) Fantasy Records #7004 LP, (Spoken Word)
- Ferlinghetti: Tyrannus Nix? / Assassination Raga / Big Sur Sun Sutra / Moscow in the Wilderness (1970) Fantasy Records #7014 LP, (Spoken Word)
- A Coney Island of the Mind (1999) Rykodisk
- Pictures of the Gone World with David Amram (2005) Synergy